# Ортодромия
Ортодро́мия или ортодро́ма (на гръцки: ὀρθός – „прав“ и δρóμος – „път, курс“) в геометрията е най-късата линия между две точки от повърхността на въртене, частен случай на геодезична линия.
В картографията и навигацията ортодромията е името на най-краткото разстояние между две точки на повърхността на Земята. В навигацията на кораби и самолети, където Земята се приема като сфера, ортодромията е дъга от голямата окръжност. През две точки на земната повърхност, които не са в противоположните краища на същия диаметър на Земята, може да се направи само една ортодрома. Между антиподните точки има безкраен брой ортодроми.
Частни случаи на ортодромии са меридианите и единственият паралел е екваторът. Ортодромата, за разлика от локсодромата, може да пресича меридианите под различни ъгли.
Земята е почти сферична (виж Земен радиус), така че формулите за разстояния с големи кръгове дават правилното разстояние между точките на повърхността на Земята с точност до около 0,5 %.

## На картите
В повечето картографски проекции ортодромиите се изобразяват с извити линии (с изключение, може би, на меридианите и екватора). Това е неудобно за полагане на най-кратките маршрути.
В гномоничната проекция всички ортодромии са изобразени с прави линии.
Ортодромията на карти в Меркаторовата проекция, ако не съвпада с меридиана или екватора, е крива, обърната с изпъкналостта към най-близкия полюс.

## Изчисляване на ортодромията
Дължината, ъгъла, началният и крайният азимути, географските ширини на междинните точки на ортодромията се изчисляват по следните формули (получени с помощта на съотношенията на сферичната тригонометрия).
Ъгъл на ортодромията: {\displaystyle \alpha =\arccos(\sin \varphi _{1}\cdot \sin \varphi _{2}+\cos \varphi _{1}\cdot \cos \varphi _{2}\cdot \cos(\lambda _{2}-\lambda _{1})).}
Дължина на ортодромата: {\displaystyle D=l\cdot \alpha .}
Начален азимут: {\displaystyle \beta _{1}=\operatorname {arcctg} \left({\frac {\cos \varphi _{1}\operatorname {tg} \varphi _{2}}{\sin(\lambda _{2}-\lambda _{1})}}-{\frac {\sin \varphi _{1}}{\operatorname {tg} (\lambda _{2}-\lambda _{1})}}\right).}
Краен азимут: {\displaystyle \beta _{2}=\operatorname {arcctg} \left({\frac {\sin \varphi _{2}}{\operatorname {tg} (\lambda _{2}-\lambda _{1})}}-{\frac {\cos \varphi _{2}\operatorname {tg} \varphi _{1}}{\sin(\lambda _{2}-\lambda _{1})}}\right).}
Ширина на междинна точка като функция от дължината: {\displaystyle \varphi =\operatorname {arctg} \left({\frac {\operatorname {tg} \varphi _{1}\cdot \sin(\lambda _{2}-\lambda )}{\sin(\lambda _{2}-\lambda _{1})}}+{\frac {\operatorname {tg} \varphi _{2}\cdot \sin(\lambda -\lambda _{1})}{\sin(\lambda _{2}-\lambda _{1})}}\right).}
Означения:
α – ъгъл на ортодромията,
D – дължина на ортодромата,
{\displaystyle \varphi _{1}} и {\displaystyle \lambda _{1}} – ширина и дължина на точката на заминаване,
{\displaystyle \varphi _{2}} и {\displaystyle \lambda _{2}} – ширина и дължина на точката на пристигане,
{\displaystyle \varphi } и {\displaystyle \lambda } – ширина и дължина на междинната точка на ортодромата,
l – средна дължина на дъга 1° голяма окръжност (меридиан или екватор).

### Единична дъга
Единична дъга l e дъга с дължина на 1° от голяма окръжност (меридиан или екватор). Формата на Земята много прилича на сплескана сфера (сфероид) с екваториален радиус {\displaystyle a} = 6378,137 km и разстояние от центъра на сфероида до всеки полюс (полярен радиус) {\displaystyle b} = 6356,7523142 km. Когато се изчислява дължината на къса линия север-юг на екватора, кръгът, който най-добре се приближава към тази линия, има радиус {\displaystyle b^{2}/a} (което се равнява на полу-латусния ректум на меридиана) или 6335,439 km. Ако се изчислява тази къса отсечка на полюсите, сфероидът е най-добре приближен до сфера с радиус {\displaystyle a^{2}/b}, или 6399,594 km, което е 1% разлика. Затова единичната дъга е различна и зависи от географската ширина на точките от ортодромията.
Когато се приема сферична Земя, всяка една формула за разстоянието на Земята е гарантирана правилна само в рамките на 0,5 % (макар че е възможна по-добра точност, ако формулата е предназначена да се прилага само за ограничена площ). Използвайки средния земен радиус {\displaystyle R={\frac {1}{3}}(2a+b)\approx 6371,009\,\mathrm {km} } (за елипсоида WGS84), в границата на малко изравняване средната квадратична относителна грешка в оценките за разстояние е сведена до минимум.
Тогава средната дължина на дъга 1° от повърхността на Земята {\displaystyle l=111,111111\,\mathrm {km} } при идеална сферична форма с постоянен радиус.
Така приведените по-горе формули изчисляват ортодромията без отчитане на полярното свиване при среден радиус на Земята, еднакъв за всички географски ширини. В случай на изчисления в радиани, а не в градуси, l се заменя с радиуса на Земята (който е равен на дължината на дъга от 1 радиан на повърхността на Земята).
Абсолютно точно изчисление на ортодромията може да се извърши, ако се използва формулата за универсалния радиус на Земята с отчитане на географската ширина {\displaystyle \varphi } в градуси:
{\displaystyle R_{y}={\frac {1}{3}}(2a{\frac {90-\varphi }{60}}+b{\frac {\varphi }{30}})}.
От тук се получава:
- При {\displaystyle \varphi =0}°, на екватора {\displaystyle R_{0}=a} и единичната дъга е {\displaystyle l={\frac {2\pi R_{0}}{360}}=111,31949} km.
- На полюсите {\displaystyle \varphi =90}° и {\displaystyle R_{90}=b}, а на 1° съответства дъга по голямата окръжност {\displaystyle l=110,9462576} km.
- Средният радиус на Земята е равен действителния при {\displaystyle \varphi =30}° северна и южна ширина {\displaystyle R=R_{30}}.
- За средна географска ширина {\displaystyle \varphi =43}° земният радиус е {\displaystyle R_{43}=6367,92} km, а за 1° ортодромията е {\displaystyle D=l=111,14117} km.